# Sune Olsson
Bernt Bror Sune Olsson, född 30 mars 1943 i Stockholm (Sofia), är en svensk byggnadsarbetare och före detta politiker (vpk). Han var riksdagsledamot 1971–1976 för Stockholms stads valkrets.